# Дикий верблюд
Дикий верблюд, или хавтагай (лат. Camelus ferus), — вид парнокопытных млекопитающих семейства верблюдовых, обитающий в Азии.
Дикий верблюд, или хавтага́й, был впервые описан как вид знаменитым русским исследователем Н. М. Пржевальским в 1878 году. Исторический ареал дикого верблюда весьма велик, но в настоящее время сократился до нескольких небольших районов в самых глухих и труднодоступных местностях Монголии и Китая. Популяция диких верблюдов насчитывает лишь несколько сотен голов, и их дальнейшее выживание в ближайшие десятилетия находится под сомнением, несмотря даже на охранные меры.
Является близким родственником домашнего двугорбого верблюда, или бактриана (Camelus bactrianus). Хотя ранее дикий верблюд часто рассматривался как подвид двугорбого (Camelus bactrianus ferus), современные генетические исследования свидетельствуют в пользу его обособления от домашнего.

## Различия между диким и домашним верблюдом
|  | Гуанако                                          |
|  |                                                  |
|  | \| \| Лама \| \| \| \| \| \| Альпака \| \| \| \| |
|  |                                                  |
|  | Лама                                             |
|  |                                                  |
|  | Альпака                                          |
|  |                                                  |

|  | Лама    |
|  |         |
|  | Альпака |
|  |         |

|  | Гуанако                                          |
|  |                                                  |
|  | \| \| Лама \| \| \| \| \| \| Альпака \| \| \| \| |
|  |                                                  |
|  | Лама                                             |
|  |                                                  |
|  | Альпака                                          |
|  |                                                  |

|  | Лама    |
|  |         |
|  | Альпака |
|  |         |

|  | Одногорбый верблюд                                                  |
|  |                                                                     |
|  | \| \| Дикий верблюд \| \| \| \| \| \| Двугорбый верблюд \| \| \| \| |
|  |                                                                     |
|  | Дикий верблюд                                                       |
|  |                                                                     |
|  | Двугорбый верблюд                                                   |
|  |                                                                     |

|  | Дикий верблюд     |
|  |                   |
|  | Двугорбый верблюд |
|  |                   |

|  | Гуанако                                          |
|  |                                                  |
|  | \| \| Лама \| \| \| \| \| \| Альпака \| \| \| \| |
|  |                                                  |
|  | Лама                                             |
|  |                                                  |
|  | Альпака                                          |
|  |                                                  |

|  | Лама    |
|  |         |
|  | Альпака |
|  |         |

|  | Гуанако                                          |
|  |                                                  |
|  | \| \| Лама \| \| \| \| \| \| Альпака \| \| \| \| |
|  |                                                  |
|  | Лама                                             |
|  |                                                  |
|  | Альпака                                          |
|  |                                                  |

|  | Лама    |
|  |         |
|  | Альпака |
|  |         |

|  | Одногорбый верблюд                                                  |
|  |                                                                     |
|  | \| \| Дикий верблюд \| \| \| \| \| \| Двугорбый верблюд \| \| \| \| |
|  |                                                                     |
|  | Дикий верблюд                                                       |
|  |                                                                     |
|  | Двугорбый верблюд                                                   |
|  |                                                                     |

|  | Дикий верблюд     |
|  |                   |
|  | Двугорбый верблюд |
|  |                   |

|  | Гуанако                                          |
|  |                                                  |
|  | \| \| Лама \| \| \| \| \| \| Альпака \| \| \| \| |
|  |                                                  |
|  | Лама                                             |
|  |                                                  |
|  | Альпака                                          |
|  |                                                  |

|  | Лама    |
|  |         |
|  | Альпака |
|  |         |

|  | Гуанако                                          |
|  |                                                  |
|  | \| \| Лама \| \| \| \| \| \| Альпака \| \| \| \| |
|  |                                                  |
|  | Лама                                             |
|  |                                                  |
|  | Альпака                                          |
|  |                                                  |

|  | Лама    |
|  |         |
|  | Альпака |
|  |         |

|  | Одногорбый верблюд                                                  |
|  |                                                                     |
|  | \| \| Дикий верблюд \| \| \| \| \| \| Двугорбый верблюд \| \| \| \| |
|  |                                                                     |
|  | Дикий верблюд                                                       |
|  |                                                                     |
|  | Двугорбый верблюд                                                   |
|  |                                                                     |

|  | Дикий верблюд     |
|  |                   |
|  | Двугорбый верблюд |
|  |                   |

|  | Гуанако                                          |
|  |                                                  |
|  | \| \| Лама \| \| \| \| \| \| Альпака \| \| \| \| |
|  |                                                  |
|  | Лама                                             |
|  |                                                  |
|  | Альпака                                          |
|  |                                                  |

|  | Лама    |
|  |         |
|  | Альпака |
|  |         |

|  | Гуанако                                          |
|  |                                                  |
|  | \| \| Лама \| \| \| \| \| \| Альпака \| \| \| \| |
|  |                                                  |
|  | Лама                                             |
|  |                                                  |
|  | Альпака                                          |
|  |                                                  |

|  | Лама    |
|  |         |
|  | Альпака |
|  |         |

|  | Одногорбый верблюд                                                  |
|  |                                                                     |
|  | \| \| Дикий верблюд \| \| \| \| \| \| Двугорбый верблюд \| \| \| \| |
|  |                                                                     |
|  | Дикий верблюд                                                       |
|  |                                                                     |
|  | Двугорбый верблюд                                                   |
|  |                                                                     |

|  | Дикий верблюд     |
|  |                   |
|  | Двугорбый верблюд |
|  |                   |

|  | Гуанако                                          |
|  |                                                  |
|  | \| \| Лама \| \| \| \| \| \| Альпака \| \| \| \| |
|  |                                                  |
|  | Лама                                             |
|  |                                                  |
|  | Альпака                                          |
|  |                                                  |

|  | Лама    |
|  |         |
|  | Альпака |
|  |         |

|  | Гуанако                                          |
|  |                                                  |
|  | \| \| Лама \| \| \| \| \| \| Альпака \| \| \| \| |
|  |                                                  |
|  | Лама                                             |
|  |                                                  |
|  | Альпака                                          |
|  |                                                  |

|  | Лама    |
|  |         |
|  | Альпака |
|  |         |

|  | Одногорбый верблюд                                                  |
|  |                                                                     |
|  | \| \| Дикий верблюд \| \| \| \| \| \| Двугорбый верблюд \| \| \| \| |
|  |                                                                     |
|  | Дикий верблюд                                                       |
|  |                                                                     |
|  | Двугорбый верблюд                                                   |
|  |                                                                     |

|  | Дикий верблюд     |
|  |                   |
|  | Двугорбый верблюд |
|  |                   |

|  | Гуанако                                          |
|  |                                                  |
|  | \| \| Лама \| \| \| \| \| \| Альпака \| \| \| \| |
|  |                                                  |
|  | Лама                                             |
|  |                                                  |
|  | Альпака                                          |
|  |                                                  |

|  | Лама    |
|  |         |
|  | Альпака |
|  |         |

|  | Гуанако                                          |
|  |                                                  |
|  | \| \| Лама \| \| \| \| \| \| Альпака \| \| \| \| |
|  |                                                  |
|  | Лама                                             |
|  |                                                  |
|  | Альпака                                          |
|  |                                                  |

|  | Лама    |
|  |         |
|  | Альпака |
|  |         |

|  | Одногорбый верблюд                                                  |
|  |                                                                     |
|  | \| \| Дикий верблюд \| \| \| \| \| \| Двугорбый верблюд \| \| \| \| |
|  |                                                                     |
|  | Дикий верблюд                                                       |
|  |                                                                     |
|  | Двугорбый верблюд                                                   |
|  |                                                                     |

|  | Дикий верблюд     |
|  |                   |
|  | Двугорбый верблюд |
|  |                   |

|  | Гуанако                                          |
|  |                                                  |
|  | \| \| Лама \| \| \| \| \| \| Альпака \| \| \| \| |
|  |                                                  |
|  | Лама                                             |
|  |                                                  |
|  | Альпака                                          |
|  |                                                  |

|  | Лама    |
|  |         |
|  | Альпака |
|  |         |

|  | Гуанако                                          |
|  |                                                  |
|  | \| \| Лама \| \| \| \| \| \| Альпака \| \| \| \| |
|  |                                                  |
|  | Лама                                             |
|  |                                                  |
|  | Альпака                                          |
|  |                                                  |

|  | Лама    |
|  |         |
|  | Альпака |
|  |         |

|  | Одногорбый верблюд                                                  |
|  |                                                                     |
|  | \| \| Дикий верблюд \| \| \| \| \| \| Двугорбый верблюд \| \| \| \| |
|  |                                                                     |
|  | Дикий верблюд                                                       |
|  |                                                                     |
|  | Двугорбый верблюд                                                   |
|  |                                                                     |

|  | Дикий верблюд     |
|  |                   |
|  | Двугорбый верблюд |
|  |                   |

|  | Гуанако                                          |
|  |                                                  |
|  | \| \| Лама \| \| \| \| \| \| Альпака \| \| \| \| |
|  |                                                  |
|  | Лама                                             |
|  |                                                  |
|  | Альпака                                          |
|  |                                                  |

|  | Лама    |
|  |         |
|  | Альпака |
|  |         |

|  | Гуанако                                          |
|  |                                                  |
|  | \| \| Лама \| \| \| \| \| \| Альпака \| \| \| \| |
|  |                                                  |
|  | Лама                                             |
|  |                                                  |
|  | Альпака                                          |
|  |                                                  |

|  | Лама    |
|  |         |
|  | Альпака |
|  |         |

|  | Одногорбый верблюд                                                  |
|  |                                                                     |
|  | \| \| Дикий верблюд \| \| \| \| \| \| Двугорбый верблюд \| \| \| \| |
|  |                                                                     |
|  | Дикий верблюд                                                       |
|  |                                                                     |
|  | Двугорбый верблюд                                                   |
|  |                                                                     |

|  | Дикий верблюд     |
|  |                   |
|  | Двугорбый верблюд |
|  |                   |

Между домашним и диким верблюдом, которого часто называют монгольским словом хавтага́й (также хабтагай, хавтагай), имеются заметные внешние отличия, на которые обращал внимание ещё Н. М. Пржевальский, который и открыл хавтагаев для науки (до экспедиций Пржевальского ученые практически не допускали возможности существования диких бактрианов, хотя иногда и высказывали суждения в пользу этого).

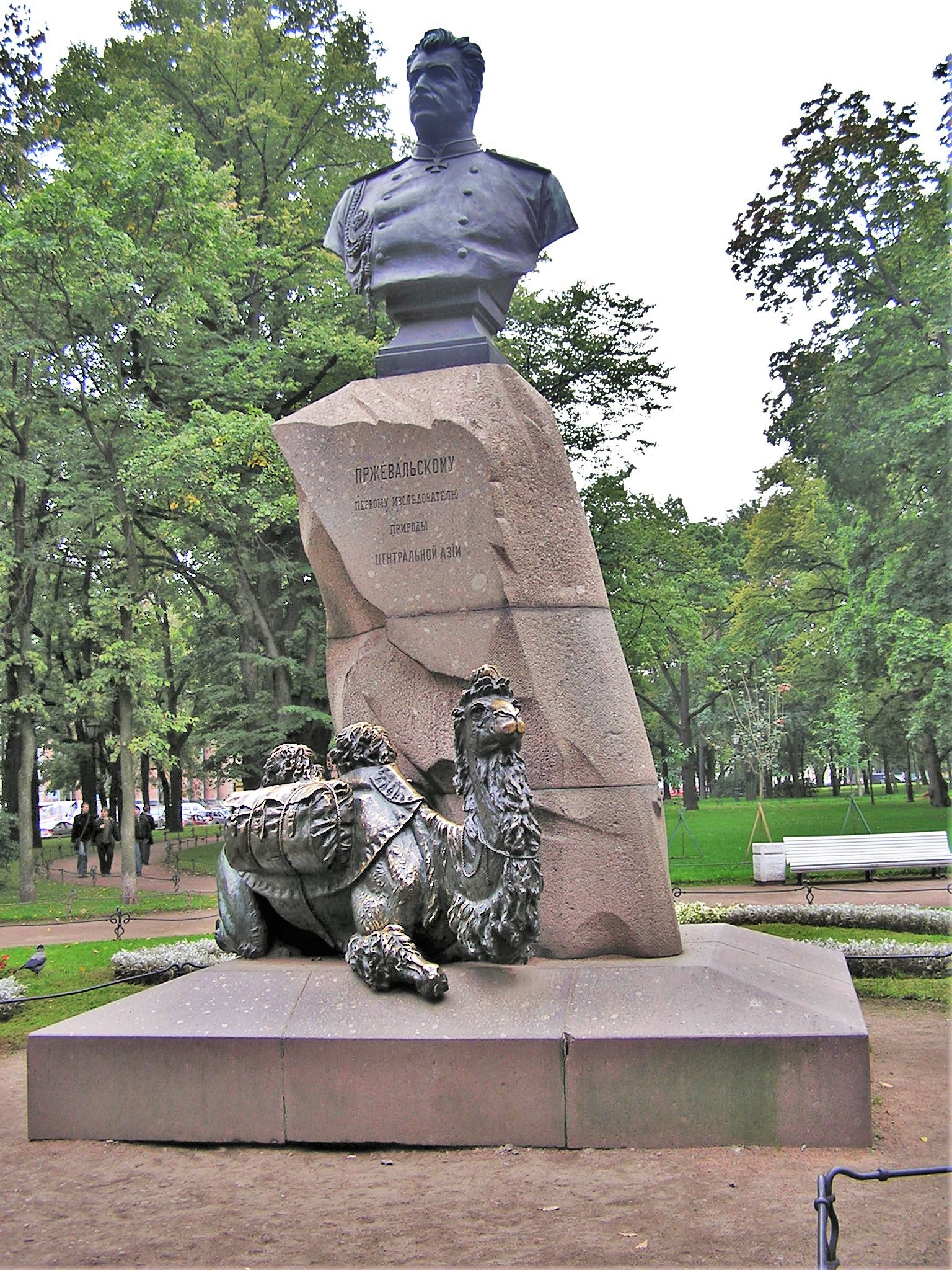
Памятник Н. М. Пржевальскому в Санкт-Петербурге

Дикий верблюд в среднем мельче, чем домашний, и имеет более поджарое телосложение. Горбы его меньше и тоньше, морда у́же. Другое характерное отличие дикого верблюда от домашнего — отсутствие у него на груди и передних коленях мозолей. Даже следы дикого верблюда отличаются от следов домашнего — они более узкие и вытянутые. Н. М. Пржевальский, подробно и точно описавший дикого верблюда, отмечал:
...зоологические признаки, отличающие дикого верблюда от домашнего, невелики и, сколько можно было бегло заметить, заключаются в следующем: а) на коленях передних ног у дикого экземпляра нет мозолей; б) горбы вдвое меньше, чем у домашнего (у одиннадцатилетнего самца, доставленного нам с Тарима, мясо из горбов не было вынуто, так что мы могли удобно сделать измерение. Вышло то, что горбы у этого, вполне взрослого, самца имели лишь 7 дюймов вышины, тогда как у домашних верблюдов горбы нередко достигают 1 1/2 футов, а иногда и более), удлинённые же волосы на их вершинах короче; в) чуба у самца нет или он очень небольшой; г) цвет шерсти у всех диких верблюдов один и тот же — красновато-песчаный; у домашних такой цвет встречается лишь изредка; д) морда у дикого серее и, сколько кажется, короче; е) уши также короче. Кроме того, дикие верблюды, в общем, отличаются лишь средним ростом; таких гигантов, как между домашними экземплярами, на воле не встречается.
Описания, сделанные Пржевальским, до сих пор не утратили актуальности в силу крайне скудных новых данных. При этом прославленный исследователь дикой природы Тибета допускал, что дикий верблюд — всего лишь вторично одичавший домашний бактриан. В большинстве старых (вплоть до середины XX века) источниках домашний верблюд считался с высокой степенью вероятности происходящим от хавтагаев, но, согласно исследованиям недавнего времени, такой тезис не является однозначным.
Несмотря на то, что некоторые источники указывают на отсутствие у двугорбого верблюда даже подвидов, существует мнение, что отличий между диким и домашним в любом случае достаточно для разделения их на подвиды. Обнаруженное в последние годы весьма существенное генетическое различие домашнего и дикого верблюдов так или иначе ставит вопрос об их таксономическом обособлении. Важно, что геном дикого верблюда, согласно исследованиям, отличается от генома домашнего весьма существенно (исследования европейских учёных говорят об 1,9 % различий в последовательности ДНК), и многие исследователи склоняются к тому, чтобы использовать в отношении дикого верблюда даже отдельное видовое название Camelus ferus. Под этим названием хавтагай, в частности, значится в Красной книге МСОП. Опубликованные в сентябре 2010 года исследования учёных из Университета ветеринарной медицины в Вене также говорят о том, что дикий верблюд — самостоятельный вид.
Китайские учёные, проводившие в 2007 году весьма подробное генетическое исследование верблюдовых (дикого верблюда и ламы) и, в частности, расшифровавшие митохондриальную ДНК хавтагая, пришли к выводу о том, что собственно верблюды и ламы разошлись от общего предка примерно 25 млн лет назад, то есть значительно раньше, чем было принято считать по данным ископаемых находок (11 млн лет). В данной работе дикий верблюд заведомо принимается как подвид Camelus bactrianus ferus. Тем не менее, другие исследования более определённо говорят в пользу разделения дикого и домашнего верблюдов на самостоятельные виды. В настоящее время считается, что хавтагай и бактриан разошлись в плейстоцене (около 1,5—0,7 млн лет назад), задолго до начала одомашнивания двугорбого верблюда (примерно 6000—4000 лет назад). При этом ныне живущий дикий верблюд, вероятно, не является прямым предком домашнего, который мог произойти от какой-то другой популяции диких двугорбых верблюдов, к настоящему времени вымерших.

## Ареал
В прошлом дикий верблюд, по всей видимости, встречался на обширной территории значительной части Центральной Азии. Он был широко распространён в Гоби и других пустынных районах Монголии и Китая, на восток доходя до большой излучины Хуанхэ, а на запад — до современного центрального Казахстана и Средней Азии (остатки диких верблюдов известны из кухонных отбросов, найденных там при раскопках поселений 1500 — 1000 годов до н.э.).

### Современный ареал
Сейчас ареал хавтагая невелик и разорван — это 4 изолированных участка на территории Монголии и Китая. Конкретно, в Монголии дикий верблюд обитает в Заалтайской Гоби, включая предгорья хребтов Эдрен и Шивет-Улан, до границы с Китаем. В Китае основной участок обитания диких верблюдов находится в районе озера Лобнор. Верблюд до недавнего времени водился в пустыне Такла-Макан, но, возможно, там он уже вымер.

## Образ жизни и поведение

### Образ жизни

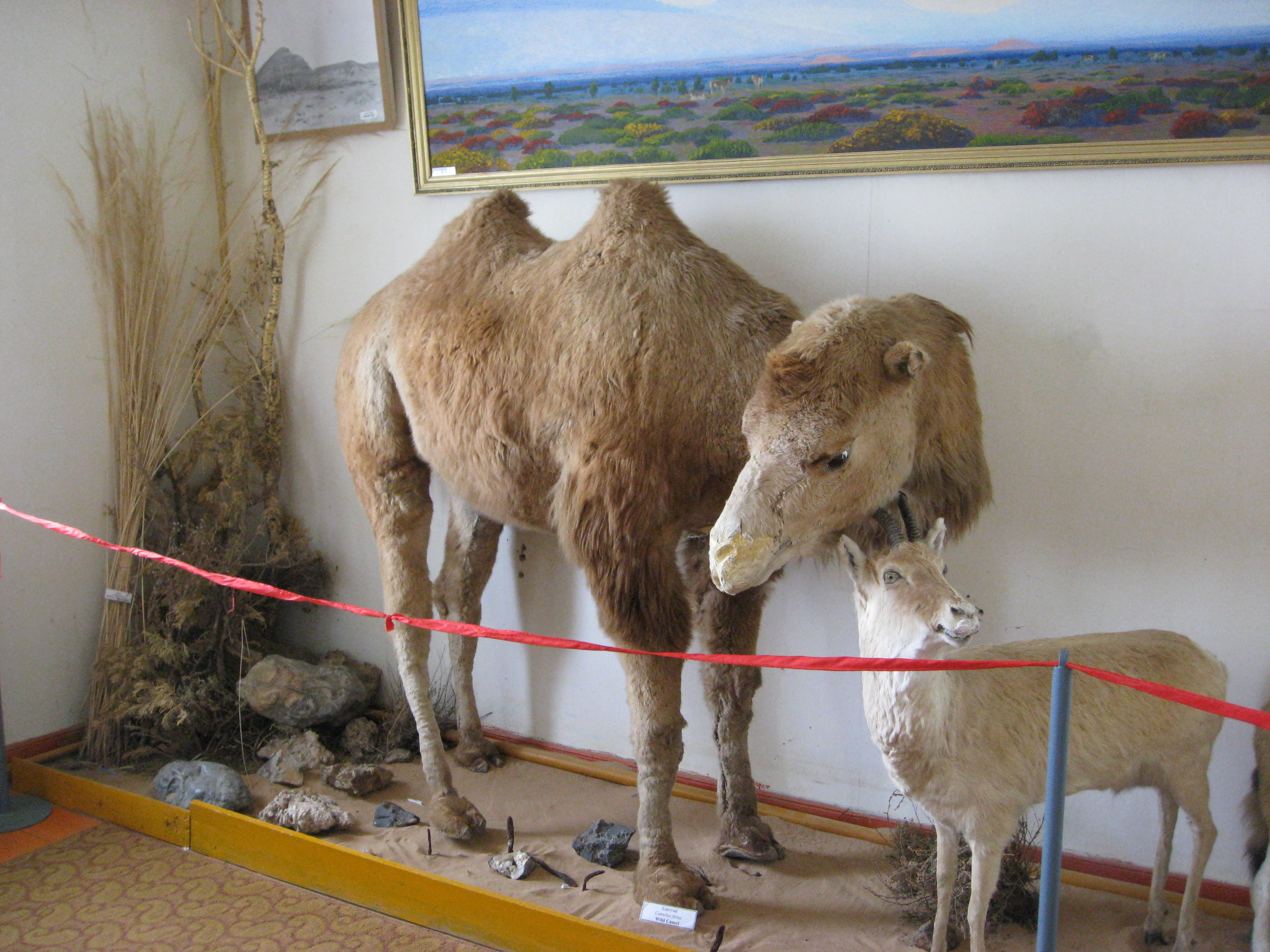
Чучело хавтагая (музей близ Даланзадгада, Монголия)

Хавтагаи держатся обычно небольшими стадами по 5—20 голов (иногда до 30), в основном состоящих из самок и молодняка; вожаком является доминантный самец. Взрослые самцы нередко встречаются и поодиночке. В табун верблюдов могут входить и молодые половозрелые самцы, но этого никогда не бывает в период гона.
В природе дикие верблюды постоянно мигрируют из одного района в другой, но в целом их биотоп — каменистые, пустынные места, на равнине и в предгорьях, с редкой и грубой растительностью и редкими источниками воды. Тем не менее, вода необходима верблюдам для жизни; группы верблюдов в местах своего обитания сильно привязаны к водоёмам и родникам. Большие группы верблюдов скапливаются после дождей на берегах рек или у подножия гор, где образуются временные разливы. Зимой верблюды для утоления жажды обходятся снегом.
Дикие верблюды встречаются и в гористой местности, причём настолько хорошо передвигаются по крутым склонам, что мало уступают в этом горным баранам. Это вызывало удивление у Н. М. Пржевальского, большого знатока азиатской фауны. В жаркое время года хавтагаи поднимаются довольно далеко — отмечалось, что они встречаются на высоте 3300 м над уровнем моря. Зимой животные откочёвывают на 300—600 км к югу и держатся чаще в горных долинах, защищающих их от ветра, либо по сухим водотокам. Если оазисы с тополиными рощами не заняты человеком, зиму и особенно осень хавтагаи проводят около них. Для диких верблюдов характерны широкие кочёвки в течение суток даже при обилии корма, что бывает связано с водопоями. Так, наблюдения показали, что верблюды за день могут проходить 80—90 км и даже больше.
Дикий верблюд — животное, активное в светлое время суток. Ночью он либо спит, либо малоактивен и занят пережёвыванием жвачки. Во время ураганов верблюды могут лежать неподвижно несколько дней. В ненастную погоду они стараются укрыться в кустах или оврагах, в сильную жару охотно ходят, обмахиваясь хвостами, против ветра с открытым ртом, понижая температуру тела.
Хавтагай отличается довольно заметной агрессивностью и неуживчивым нравом (домашний же верблюд, в отличие от дикого, обладает гораздо более спокойным и даже вялым и трусоватым характером — Н. М. Пржевальский отмечал, что основными качествами домашних бактрианов являются «вялость, глупость и апатия»). Однако при своём подвижном и возбудимом нраве дикий верблюд чрезвычайно осторожен и пуглив и, по некоторым описаниям, боится даже домашних верблюдов. Дикий верблюд отличается необыкновенно острым зрением, замечая, например, движущуюся машину на расстоянии километра. При малейшей тревоге хавтагаи убегают. В редких случаях, например при непосредственной опасности, дикий верблюд может развить скорость до 65 км/ч, однако долго так быстро передвигаться не может. Верблюд бежит довольно редким в животном мире аллюром — иноходью, делая шаг то обеими правыми, то обеими левыми ногами.
Известный шведский путешественник Свен Гедин, предпринявший в конце XIX века несколько экспедиций во Внутреннюю Монголию, со ссылкой на слова аборигенов рассказывал:
Мне говорили, что дикий верблюд очень пуглив и, замечая, что его преследуют, несётся, как ветер, без остановки дня два, три. Особенный ужас наводит на него дым от костра, и пастухи утверждали, что, зачуяв запах горящего дерева, он также обращается в бегство и исчезает надолго.
Проживающие недалеко от устья реки пастухи держали однажды пару домашних верблюдов, и, когда последние паслись на свободе, дикие, завидев их, убегали от них, как от чумы, считая их за таких же врагов, как волков или тигров.

Пастухи рассказывали, что дикий верблюд мгновенно замечает отверстие в носовом хряще, а также палочку и верёвку, посредством которых управляют домашними верблюдами. Дикий верблюд сразу угадывает также, что домашний родственник его носит вьюки — будь то мука, мясо, шерсть или тому подобное — по сплюснутым горбам.
В прошлом, когда диких верблюдов было больше, местное население практиковало охоту на них. Однако из-за крайней осторожности и пугливости хавтагаев, если их не удавалось подстеречь в засаде, единственным способом их добычи было длительное преследование на домашнем верблюде. Охотник гнался за диким стадом, стараясь не терять его из виду, и оттеснял от источников воды и привычных укрытий. Таким образом удавалось измотать хавтагаев и приблизиться к ним на выстрел, но такая погоня порой продолжалась много дней и вела к крайнему изнурению не только дичи, но и охотника.
В дикой природе верблюды доживают до 40—50 лет.

### Питание

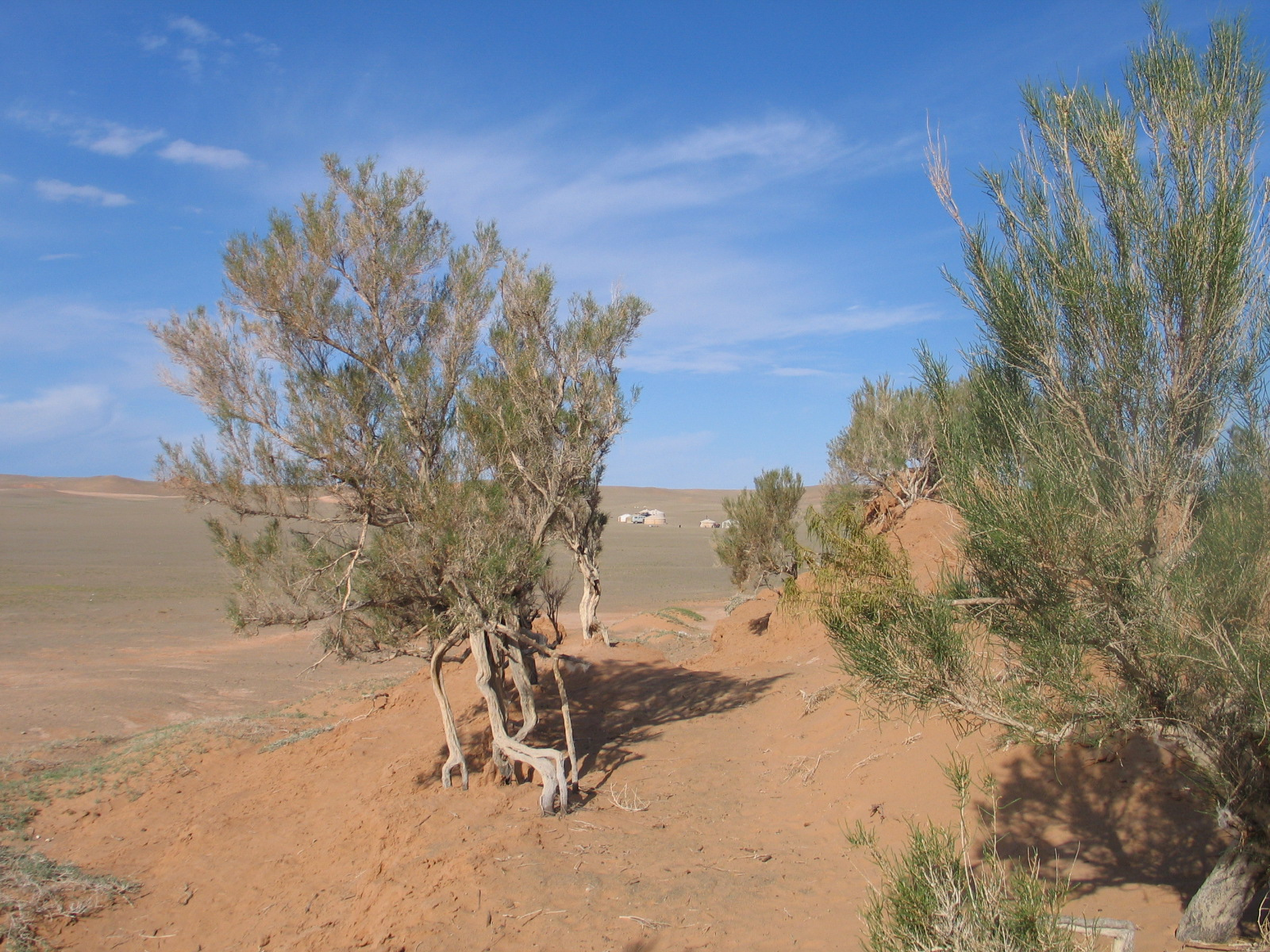
Кусты саксаула в пустыне Гоби — типичный корм верблюда

Дикий верблюд, равно как и одногорбый с двугорбым, является исключительно растительноядным животным, адаптированным к кормлению грубым, малопитательным кормом. Верблюды могут поедать растения с такими колючками, которые не в состоянии есть ни одно другое животное.
Дикие верблюды кормятся главным образом кустарниковыми и полукустарниковыми солянками, любят лук, ежовник, парнолистник с его сочными крупными листьями, поедают эфедру и молодые побеги саксаула, а осенью в оазисах охотно едят листья тополя и тростник.
К родникам верблюды приходят не чаще одного раза в несколько дней. Если их там беспокоят, то без воды могут обойтись две, а то и три недели — особенно летом, когда после дождей в растениях много влаги. Дикие верблюды примечательны тем, что могут без вреда для здоровья пить солоноватую воду пустынных водоёмов. Это, по-видимому, отличает хавтагаев от бактрианов, избегающих пить солёную воду.
Дикий верблюд в состоянии переносить очень длительное голодание. Он настолько приспособлен к скудной пище, что для здоровья домашнего верблюда постоянный недокорм может оказаться лучше, чем обильное питание.
Если имеется хорошая кормовая база, к осени сильно жиреют.

### Размножение

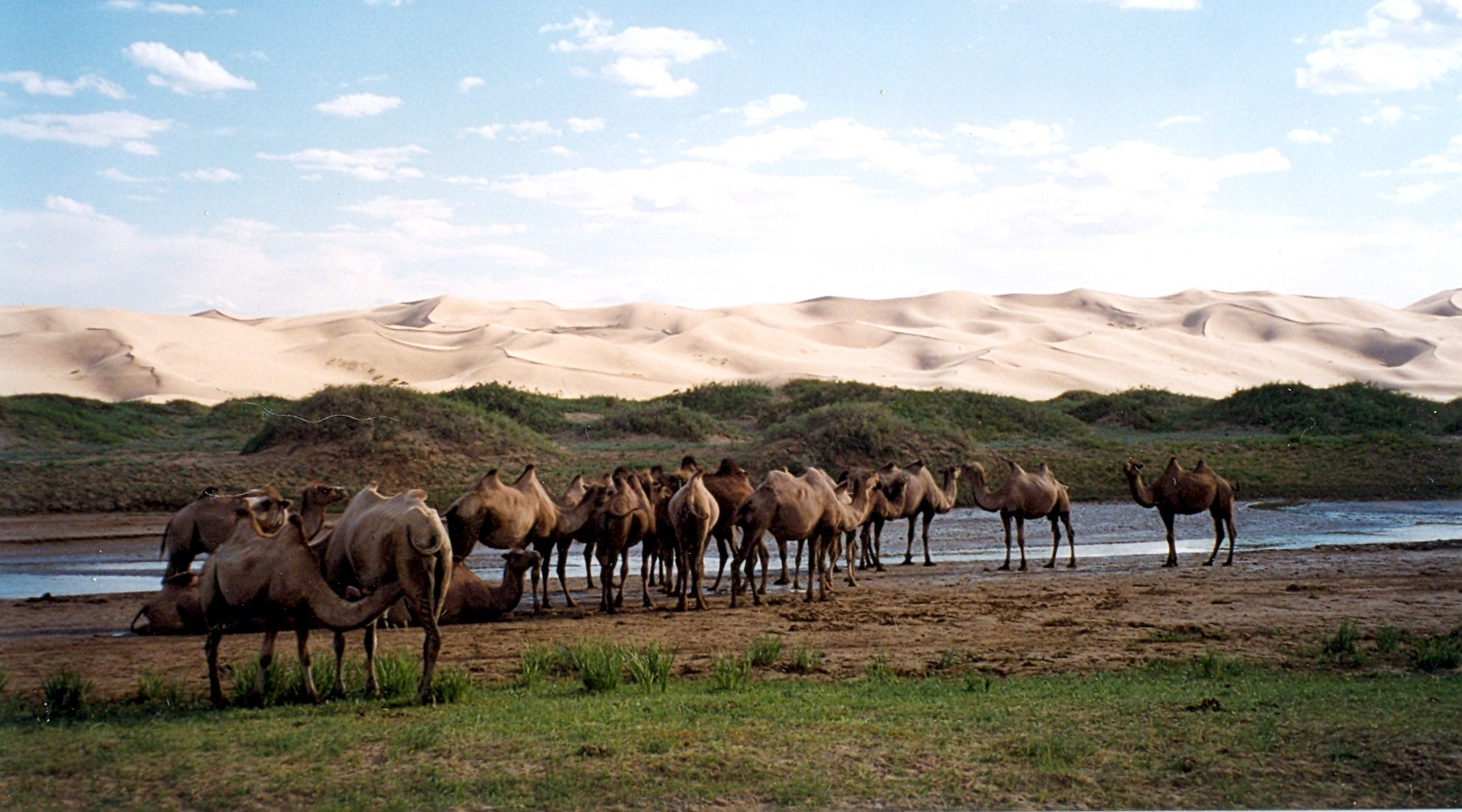
Табун верблюдов в пустыне Гоби, Монголия

Половая зрелость наступает в возрасте около 3—5 лет (как у самцов, так и у самок). Гон продолжается около трёх месяцев, сезон размножения приходится на март и апрель. Дикие верблюды являются полигинийными животными, то есть их самцы спариваются с несколькими самками в течение одного сезона. Альфа-самцы имеют гарем самок, который они защищают от бродячих холостых верблюдов. Во время брачного сезона конкурирующие самцы могут драться, плеваться, кусаться, фыркать. Иногда дикие верблюды нападают на табуны домашних, убивают самцов и уводят самок — чтобы уберечь табуны домашних верблюдов от набегов хавтагаев, на время гона монгольские пастухи в Заалтайской Гоби угоняют их подальше от пустыни, в горы.
У дикого верблюда хорошо выражена забота о потомстве (всё же нередки случаи, когда самка бросает верблюжонка или отказывается кормить). Детёныш остается с матерью весьма долгое время, до самого достижения половозрелости. У диких верблюдов этот срок короче, чем у домашних. Достигшие половозрелости самцы начинают держаться отдельно, холостяцкими стадами, самки же остаются в материнском стаде.

## Враги в животном мире
Опасный враг хавтагая — волк. Популяция диких верблюдов каждый год теряет несколько особей от нападений этих хищников. В упоминавшемся заповеднике Лоб-Нор волки представляют опасность для дикого верблюда только в его южной части, где есть источники пресной воды; севернее, где имеется только солоноватая вода, волки не водятся.
Несмотря на то, что к настоящему времени ареалы тигра и хавтагая нигде не пересекаются, в прошлом, когда тигры были более многочисленны и встречались в Центральной Азии, они могли нападать на верблюдов. Тигр делил одну территорию с диким верблюдом в районе озера Лоб-Нор, однако исчез из этих мест после начала их ирригации.

## Состояние популяции
В отличие от дромедара и бактриана, которые исчезли из дикой природы в доисторические времена и встречаются в природе лишь как вторично одичавшие животные (например, дромедары в Австралии), хавтагай сохранился в диком виде. Дикий верблюд уже в первой половине XX века стал крайне редок и в настоящее время находится на грани исчезновения. По некоторым данным, дикий верблюд по степени угрозы находится на восьмом месте среди млекопитающих, стоящих на грани исчезновения.
До 1920-х годов хавтагаи были ещё относительно многочисленными, но уже после Второй мировой войны ученые всерьёз допускали возможность их полного исчезновения. В 1943 году советскими учёными хавтагаи были обнаружены снова. Сейчас поголовье диких верблюдов крайне малочисленно и насчитывает лишь несколько сотен (по одним данным — около 300 животных, по другим — около 1000) особей. В целом, площадь их современного ареала достаточно обширна, но плотность поголовья крайне мала — примерно 5 верблюдов на 100 км². Самый большой участок их обитания имеет площадь примерно 32 тыс. км².
В Красной книге МСОП дикому верблюду присвоена категория CR (англ. critically endangered — вид, находящийся в критической опасности). При этом положение ухудшается — ранее по результатам исследований 1980-х годов статус был признан уязвимым (англ. vulnerable), а по результатам экспедиции 1996 года стал уже находящимся в опасном состоянии (англ. endangered). Если положение не изменится, то поголовье хавтагаев может сократиться на 80—84 % в течение трёх поколений начиная с 1985 года, когда начали делаться регулярные оценки численности, то есть примерно к 2033 году. При этом, по мнению исследователей, тенденции едва ли изменятся в лучшую сторону. За последние 20 лет количество диких верблюдов в Монголии уменьшилось вдвое (в 1985 году в Монголии их было 650).
Браконьерская добыча диких верблюдов наносит серьёзный урон их поголовью. Ежегодно от незаконного отстрела в Монголии гибнет 25—30 хавтагаев (это происходит в основном при их миграции из Монголии в Китай и обратно); хотя в это число, видимо, включены и верблюды, пожираемые волками. В Китае от рук браконьеров гибнет ещё до 20 голов в год. Определённый ущерб популяции хавтагаев в недавнем прошлом нанесли, по всей вероятности, китайские атмосферные ядерные испытания, проводившиеся на полигоне в районе Лобнора (радиационное воздействие на верблюдов могло быть значительным, учитывая, что КНР проводила атмосферные испытания до 1982 года). Серьёзное негативное воздействие на популяцию оказывает разработка месторождений золота в Китае и Монголии (в том числе и незаконная), из-за которой верблюды вынуждены покидать привычные места; к тому же верблюды травятся попадающим в окружающую среду цианистым калием, который является побочным продуктом процесса получения золота.
Другая существенная проблема состоит в том, что в местах своего обитания дикие верблюды часто сталкиваются с домашними, содержащимися на вольном выпасе. Между ними происходит смешение, и чистый в генетическом плане вид дикого верблюда постепенно утрачивается. Возможность смешивания с домашними верблюдами называется рядом исследователей как очень серьёзный фактор угрозы.

### Меры по охране
Критическая ситуация с поголовьем диких верблюдов подтолкнула правительства Монголии и Китая к принятию охранных мер. Ещё в 1982 году в Монголии в пустыне Гоби был создан заповедник Гоби-А. В Китае около 2000 года был создан заповедник Арцзиншань площадью в 15 тыс. км².
В Китае в 2001 году район вокруг озера Лоб-Нор был превращён в заповедник (с названием также Лоб-Нор) специально для сохранения популяции дикого верблюда, охватывающий огромную для заповедника территорию в 155 тыс. км². Он граничит с Арцзиншаньским заповедником.
В Монголии существует программа по разведению хавтагаев в вольерах; в её рамках c 2004 года действует специальный центр в местечке Захын-Ус в заповеднике Гоби. Дикие верблюды в загонах размножаются вполне успешно. Это единственное в мире место, где в неволе содержится стадо хавтагаев, дающее, к тому же, регулярный приплод — первоначально там было 22 животных, в 2010 году уже 25. В зоопарке китайского города Урумчи по данным на 2008 год содержались два диких двугорбых верблюда. Разрабатывается план по интродукции в дикую природу хавтагаев, выращенных в вольерах.